# クワイヤーガール・ホテル
『クワイヤーガール・ホテル』（原題：From the Choirgirl Hotel）は、アメリカ合衆国の女性シンガーソングライター、トーリ・エイモスが1998年に発表した、ソロ名義では4作目のスタジオ・アルバム。

## 背景
エイモスは本作の制作前に流産を経験しており、1998年6月に行われたnyrock.comのインタビューでは、それについて「私は一つの命を失ったことで、本当に空虚な気持ちになったの。それで何かを作って、何もかも歌に込めることにしたのよ」「本当に悲しいことだったけど、私は悲しみを恐れたりしない」と語っている。
前作までのピアノ弾き語りを中心とした作風と異なり、本作はバンドと共にレコーディングされた。エイモス自身は「私が初めて生のパーカッション奏者と一緒に録音して、他のミュージシャンとの間に相互作用があったアルバム」「私は、後付けのドラムじゃなくて現実のドラムがあってこそ得られる雰囲気を捕らえたかった」とコメントしている。
「パープル・ピープル」は日本盤ボーナス・トラックで、アメリカではシングル「スパーク」のカップリング曲として発表された。

## 反響・評価
アメリカのBillboard 200では5位に達し、自身2度目のトップ10入りを果たして、2000年12月にはRIAAによってプラチナ・ディスクに認定された。本作からのシングルは「スパーク」がBillboard Hot 100で49位、「ジャッキーズ・ストレングス」が54位に達した。第49回グラミー賞では、本作が最優秀オルタナティヴ・ミュージック・パフォーマンス賞にノミネートされ「ラズベリー・スワール」は最優秀女性ロック・ボーカル・パフォーマンス賞にノミネートされるが、いずれも受賞は果たせなかった。
全英アルバムチャートでは5週チャート圏内に入り最高6位を記録して、同チャートにおける自身3度目のトップ10入りを果たした。
Stephen Thomas Erlewineはオールミュージックにおいて5点満点中4点を付け「トーリはフル・バンドとの生演奏を通じて彼女のサウンドに新機軸をもたらし、これまでの彼女のサウンドにはなかった即効性を持ち込んだ」と評している。

## 収録曲
全曲ともトーリ・エイモス作。
1. スパーク - Spark (4:14)
2. クルーエル - Cruel (4:07)
3. ブラック・ダヴ（ジャニュアリー） - Black-Dove (January) (4:38)
4. ラズベリー・スワール - Raspberry Swirl (3:58)
5. ジャッキーズ・ストレングス - Jackie's Strength (4:26)
6. イー - i i e e e (4:07)
7. リキッド・ダイアモンズ - Liquid Diamonds (6:21)
8. シーズ・ユア・コカイン - She's Your Cocaine (3:42)
9. ノーザン・ラッド - Northern Lad (4:19)
10. ホテル - Hotel (5:19)
11. プレイボーイ・マミー - Playboy Mommy (4:08)
12. パンドラズ・アクエリアム - Pandora's Aquarium (4:49)

### 日本盤ボーナス・トラック
1. パープル・ピープル - Purple People (3:42)

## 参加ミュージシャン
- トーリ・エイモス - ボーカル、ピアノ、メロトロン、キーボード、ギター
- スティーヴ・ケイトン - ギター(on #1, #2, #3, #4, #5, #6, #8, #10)、マンドリン(on #3)
- スチュワート・ボイル - ギター(on #9)
- ウィリー・ポーター - ギター(on #11)
- アル・パーキンス - ペダル・スティール(on #11)
- ジャスティン・メルダル・ジョンセン - ベース(#1, #2, #3, #4, #5, #6, #10)
- ジョージ・ポーターJr. - ベース(on #7, #8, #9, #11, #12)
- マット・チェンバレン - ドラムス、パーカッション、マリンバ
- アンディ・グレイ - プログラミング(on #2, #4, #6, #7, #10)
- ジョン・フィリップ・シェネイル - ストリングス・アレンジ(on #5)
- シンフォニア・オブ・ロンドン - ストリングス(on #5)
- デヴィッド・ファーマン - 指揮(on #5)